# Antonio Villa
Pour les articles homonymes, voir villa (homonymie).
Antonio Villa (né à Milan le 24 août 1806 et mort le 26 juin 1885 dans cette même ville) est un entomologiste et malacologiste italien.

## Biographie
Après des études classiques au collège Sant'Alessandro à Milan, Antonio Villa obtient un diplôme d'ingénieur. Il entame avec son frère Giovanni Battista un partenariat fructueux qui a duré tout au long de leur vie : ensemble ils voyagent, effectuent des recherches et publient dans diverses disciplines, comme la paléontologie, la malacologie, l'entomologie et la géologie. Membre de plusieurs académies, il figure parmi les fondateurs de la Société entomologique italienne et de la Société italienne des sciences naturelles (it), dont il reste longtemps vice-président.
Les deux frères rassemblent une importante collection privée de fossiles, minéraux, insectes et coquillages, dont ils firent don au musée d'histoire naturelle de Milan. Ils en éditent le catalogue en 1841. Antonio Villa s'intéresse surtout aux mollusques et aux insectes, décrivant et publiant, avec son frère, de nombreux ouvrages et articles, et en particulier les catalogues des mollusques (1844 et 1871) et des lépidoptères (1865) de Lombardie. Il étudie notamment les coléoptères (cantharides et charançons).
En 1860, il a publié un rapport sur les perles et les moyens de leur production artificielle. Il est aussi l'auteur, avec son frère, d'un long mémoire qui a connu trois éditions (1847-1858), sur l'importance des forêts dans la prévention des glissements de terrain.
Il est inhumé à Rogeno.

## Œuvres principales

### Entomologie
- (avec G.B. Villa) Coleoptera Europae dupleta in collectione Villa, 2 voll., s.e., Milan 1833-1838.
- (avec G.B. Villa) Catalogo dei coleopteri della Lombardia, Tip. Bernardoni, Milan 1844.
- Degli insetti carnivori adoperati a distruggere le specie dannose all'agricoltura. Memoria entomologica agraria, Tip. Valentini e c., Milan 1845.
- Le cetonie, s.e., Milan 1856.
- Sulla monografia del bombice del gelso del dottor Emilio Cornalia. Relazione, Stab. Tip. Boniotti, Milan 1857.
- Sui curculioniti dell'agro pavese enumerati dal dottor Prada. Relazione, Tip. Bernardoni, Milan 1860.
- Apparizione periodica della Carruga comune o Melolonta, Tip. Patronato, Milan 1863.
- Le Cantaridi, Borroni, Milan 1864.
- Le farfalle. Memoria, Legros, Milan 1865.
- (avec G.B. Villa), Catalogo dei lepidopteri della Lombardia, Tip. Bernardoni, Milan 1865.
- (avec G.B. Villa), Notizie sulle cavallette o locuste, Tip. Redaelli, Milan 1867.
- Gli insetti longicorni, Redaelli, Milan 1867.
- (avec G. Balsamo Crivelli et E. Cornalia) Sopra gl'insetti che devastano i campi della bassa Lombardia, in «Rendiconti del R. Istituto Lombardo», s. II, 1868, vol. I, n. 12, p. 9.
- (avec G.B. Villa), Coleopterorum diagnoses observationesque repetitae in catalogo dupletorum et supplementis extantes, novis annotationibus aucta, Tip. Bernardoni, Milan 1868.
- (avec G.B. Villa) Lo studio degli insetti in Lombardia applicato all'agricoltura, Tip. Bernardoni, Milan 1876.

### Géologie
- (avec G.B. Villa), Sulla costituzione geologica e geognostica della Brianza e segnatamente sul terreno cretaceo, Spettatore Industriale, Milano 1844.
- (avec G.B. Villa), Utilità dei boschi montani nella Lombardia: specialmente a riparo dei disastri meteorici, modo di rimetterli, conservarli, e difenderli dai guasti massime degli insetti,  Tip. de' Classici Italiani, Milan 1847.
- Intorno agli studi geologici e paleontologici sulla Lombardia del sac. professore Antonio Stoppani. Relazione, Soc. Tip. de' classici italian, Milan 1858.
- (avec G.B. Villa), Le epoche geologiche, Soc. It. de' Classici Italiani, Milano 1862 lire en ligne.
- Relazione di gite malacologiche e geologiche nella Brianza e nei dintorni di Lecco e particolarmente alla nuova miniera di piombo argentifero nella Valsassina, « Giornale degli ingegneri », 1863, vol. 11, p. 108-116.
- Del Canale Ritorto. Memoria, Tip. Richiedei, Milan 1875.
- Cenni geologici sul territorio dell'antico distretto di Oggiono, s.e., Milan 1878.

### Malacologie
- (avec G.B. Villa), Dispositio systematica conchyliarum terrestrum terrestrium et fluviatilium, Borroni e Scotti, Milan 1841 lire en ligne
- (avec G.B. Villa), Catalogo dei molluschi della Lombardia, Tip. Bernardoni, Milano1844.
- (avec G.B. Villa), Sulla distribuzione oro-geografica dei molluschi terrestri nella Lombardia, Tip. Bernardoni, Milan 1849.
- Intorno all'Helix frigida. Lettera, s.e., Pavie 1854.
- Intorno tre opere di malacologia del sig. Drouet di Troyes. Relazione, Redaelli, Milan 1856.
- Sull'origine delle perle e sulla possibilità di produrle artificialmente. Relazione, « Il Politecnico », 1860, fasc. 48, p. 19.
- Della annessione dei molluschi di Savoja e Nizza alla fauna francese. Osservazioni, «Il Politecnico», 1862, vol. 14, p. 13.
- (avec G.B. Villa), Clausilia Isseli, specie nuova, Nistri, Pise 1868.
- (avec G.B. Villa), Specie e varietà di molluschi della Lombardia. Catalogo sinonimico, Nistri, Pisa 1871 lire en ligne

## Source
- (it) Cet article est partiellement ou en totalité issu de l’article de Wikipédia en italien intitulé « Antonio Villa (malacologo) » (voir la liste des auteurs).